# Vũ Mạnh Thắng
Vũ Mạnh Thắng là kiểm sát viên cao cấp Việt Nam. Ông hiện giữ chức vụ Viện trưởng Viện kiểm sát nhân dân tỉnh Bắc Giang.

## Tiểu sử
Vũ Mạnh Thắng là đảng viên Đảng Cộng sản Việt Nam.
Từ ngày 1 tháng 8 năm 2012, Vũ Mạnh Thắng, Phó Viện trưởng Viện kiểm sát nhân dân tỉnh Bắc Giang, được Viện trưởng Viện kiểm sát nhân dân tối cao Việt Nam Nguyễn Hòa Bình bổ nhiệm giữ chức vụ Viện trưởng Viện kiểm sát nhân dân tỉnh Bắc Giang thay cho ông Nguyễn Việt Hùng nghỉ hưu trí.
Năm 2014, Vũ Mạnh Thắng là Tỉnh ủy viên, Bí thư Ban Cán sự Đảng, Viện trưởng VKSND tỉnh Bắc Giang.
Ngày 3 tháng 4 năm 2016, Vũ Mạnh Thắng được trao quyết định bổ nhiệm chức danh kiểm sát viên cao cấp.
Tháng 5 năm 2018, Vũ Mạnh Thắng là Bí thư Ban cán sự đảng, Viện trưởng VKSND tỉnh Bắc Giang.